# Anaphalis
 Anaphalis  DC., 1838 è un genere di piante angiosperme dicotiledoni della famiglia delle Asteraceae (sottofamiglia Asteroideae, tribù Gnaphalieae e sottotribù Gnaphaliinae).

## Etimologia
Il nome del genere è molto antico, e forse è derivato dal nome generico "Gnaphalium".
Il nome scientifico del genere è stato definito dal botanico Augustin Pyramus de Candolle (1778-1841) nella pubblicazione "Prodromus Systematis Naturalis Regni Vegetabilis ... (DC.)" ( Prodr. [A. P. de Candolle] 6: 271 ) del 1838.

## Descrizione

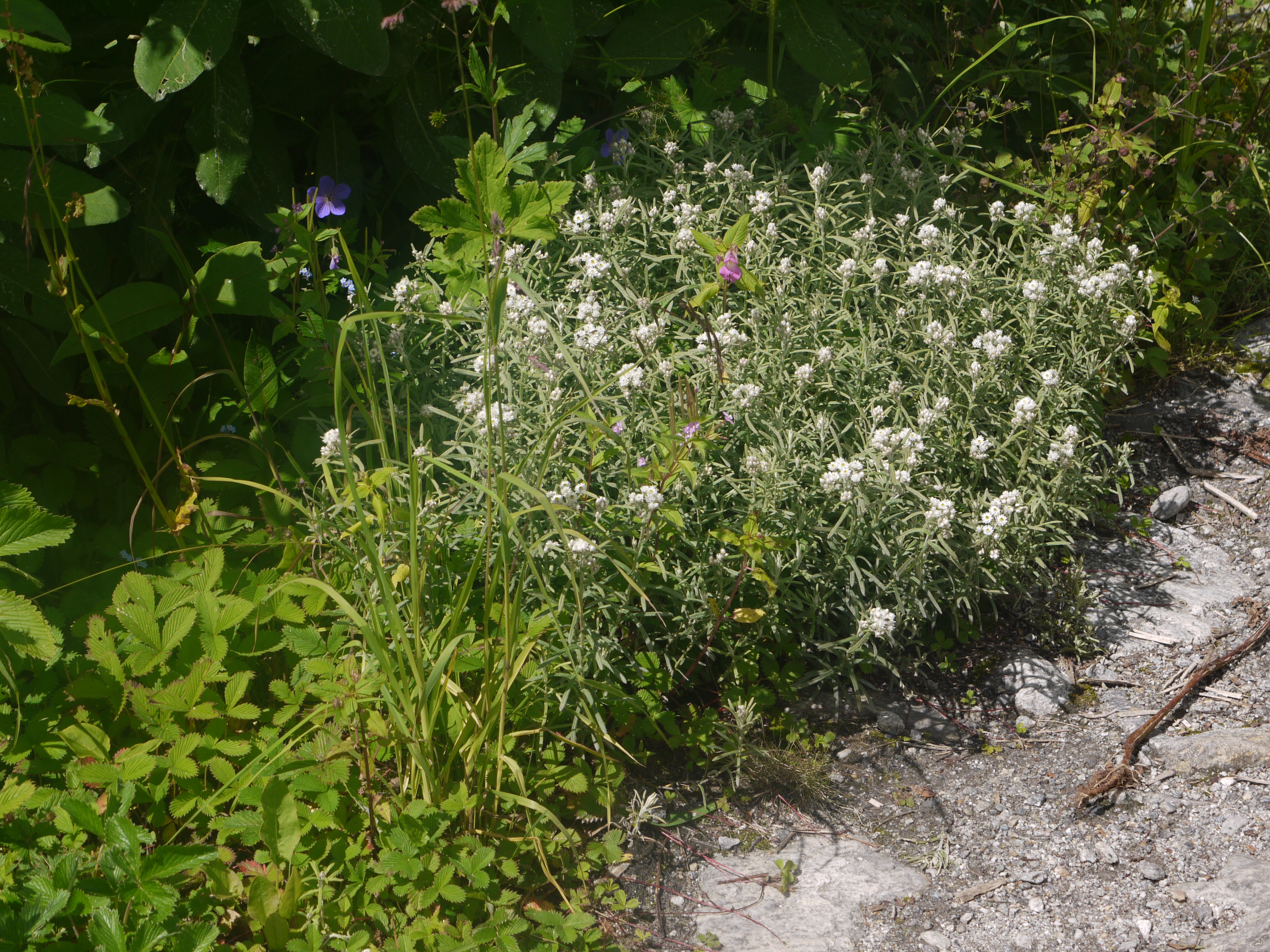
Il portamento
Anaphalis royleana

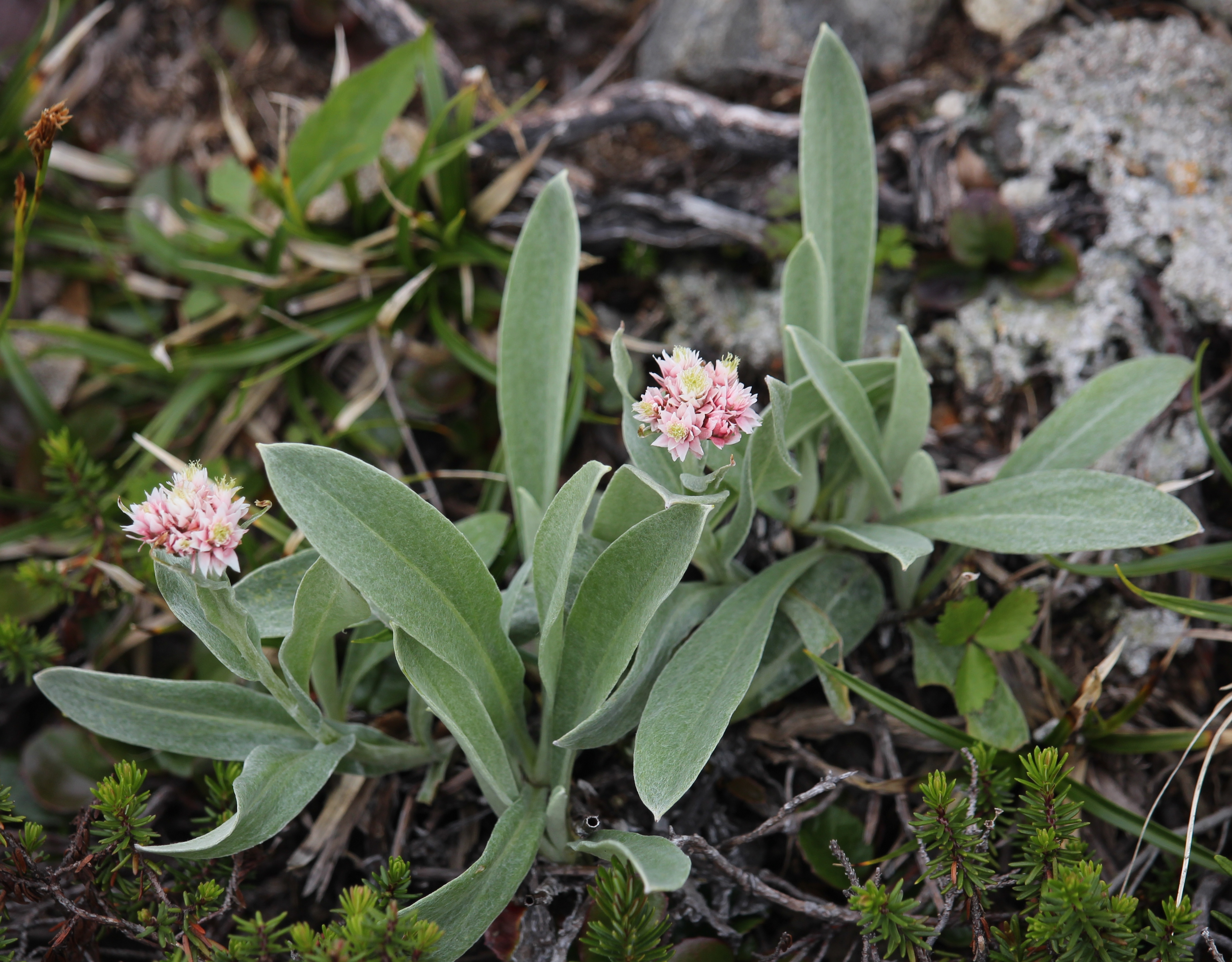
Le foglie
Anaphalis alpicola

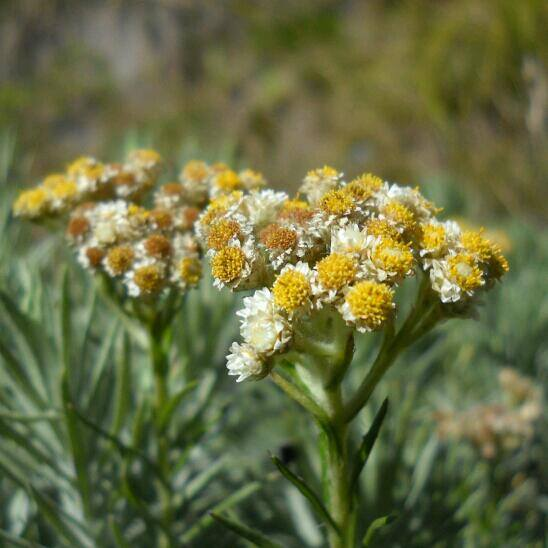
Infiorescenza
Anaphalis javanica

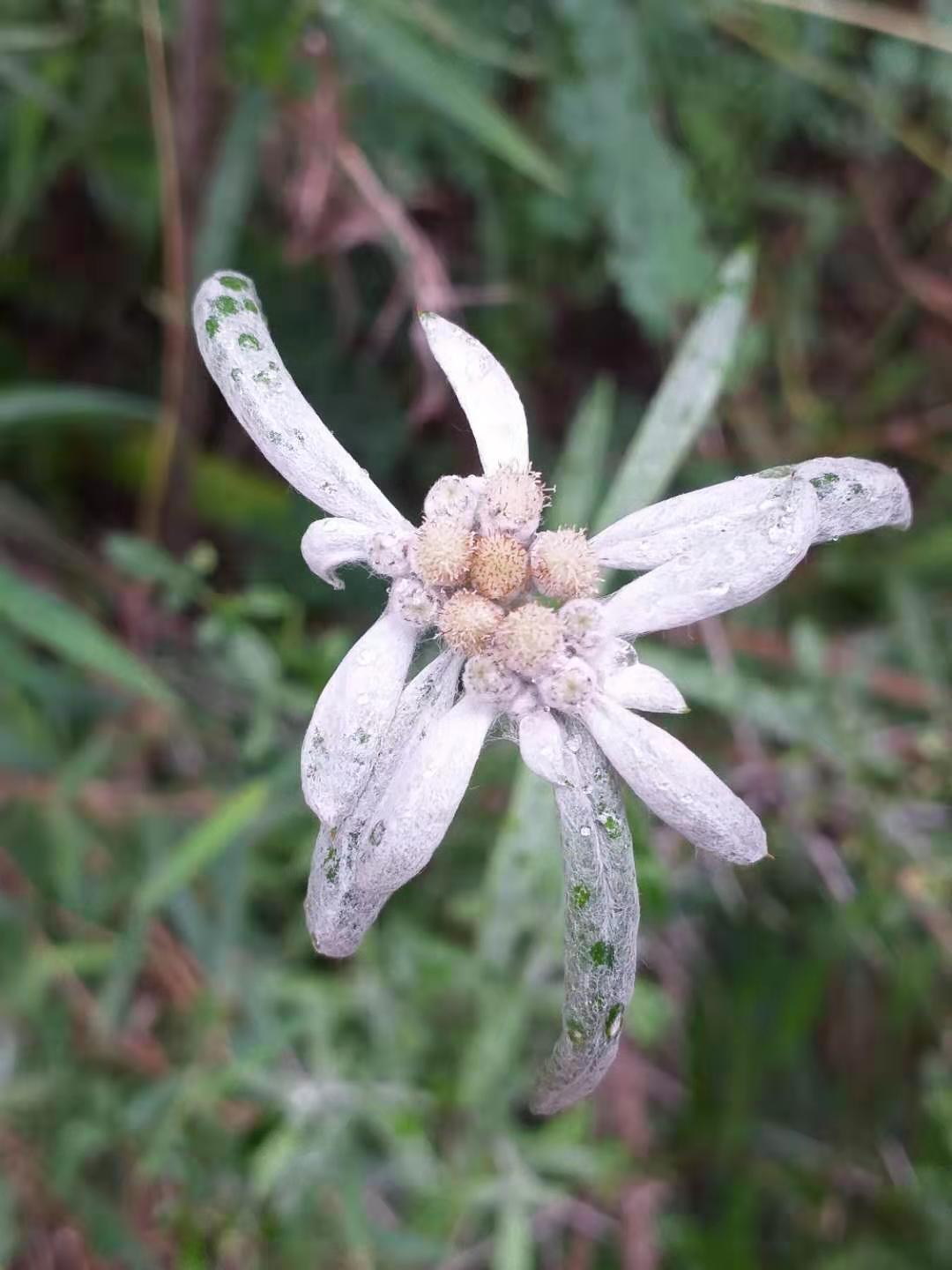
I fiori
Anaphalis sinica

Habitus. Le specie di questo genere hanno un habitus di tipo erbaceo perenne o arbustivo. Sono presenti specie dioiche. I cauli di queste piante sono provvisti del floema, ma non di canali resiniferi; mentre i sesquiterpeni lattoni sono normalmente assenti (piante senza lattice)..
Fusto. La parte aerea in genere è eretta (solitamente un fusto per pianta), semplice o ramosa. Altezza media: 20 – 80 cm. Le radici sono fibrose (rizomatose, non stolonifere).
Foglie. Le foglie, sia basali che cauline, in genere sono disposte in modo alternato e sono sessili o picciolate. La lamina è intera con forme variabili da oblanceolate o da lanceolate a lineari con base variamente cuneata; i margini sono continui e a volte revoluti. Spesso la superficie è tomentosa o lanosa su entrambe le facce. A volte le due facce sono bicolori (la parte abassiale solitamente varia da bianco a grigio, quella adassiale è verdastra).
Infiorescenza. Le sinflorescenze sono composte da diversi capolini raccolti in formazioni corimbose o panicolate. Le infiorescenze vere e proprie sono formate da un capolino terminale peduncolato di tipo discoide (con fiori omogami) o disciforme (con fiori eterogami). I capolini sono formati da un involucro, con forme più o meno globose, composto da diverse brattee, al cui interno un ricettacolo fa da base ai fiori. Le brattee, bianche a consistenza cartacea, sono disposte in modo più o meno embricato su 8 - 12 serie e sono libere alla base (gli strati di stereoma sono divisi);  talora possono avere un margine ialino. Il ricettacolo è nudo ossia senza pagliette a protezione della base dei fiori; la forma è piatta. Dimensione dell'involucro: 6 – 8 mm.
Fiori.  I fiori sono tetra-ciclici (formati cioè da 4 verticilli: calice – corolla – androceo – gineceo) e pentameri (calice e corolla formati da 5 elementi). Sono inoltre tubulosi, attinomorfi e si distinguono in:
- fiori del disco esterni: da 50 a 150 e sono femminili e filiformi o sub-radiati;
- fiori del disco centrali: da 30 a 55 e sono funzionalmente maschili.

In questo gruppo di piante i fiori radiati (ligulati o del raggio) sono assenti; a volte sono confusi con i fiori femminili (tubulosi) del disco esterno più o meno sub-zigomorfi con un lembo piatto e possono essere interpretati come fiori del raggio.
- Formula fiorale:

*/x K {\displaystyle \infty }, [C (5), A (5)], G 2 (infero), achenio
- Calice: i sepali del calice sono ridotti ad una coroncina di squame.
- Corolla: la forma della corolla normalmente è tubolare con 5 lobi (raramente 4); i lobi hanno una forma deltata o più o meno lanceolata. I colori della corolla sono giallo (quelli del disco centrale) e/o bianco (generalmente quelli esterni).
- Androceo: l'androceo è formato da 5 stami sorretti da filamenti generalmente liberi; gli stami sono connati e formano un manicotto circondante lo stilo; le teche (produttrici del polline) sono prive di sperone, ma hanno la coda (una sola); le appendici apicali delle antere hanno delle piatte; il tessuto endoteciale (rivestimento interno dell'antera) è quasi sempre polarizzato (con due superfici distinte: una verso l'esterno e una verso l'interno). Il polline è di tipo echinato (con punte sporgenti) a forma sferica; è formato inoltre da due strati di ectesine, mentre lo strato basale è spesso e regolarmente perforato (tipo “gnafaloide”).[7]
- Gineceo: l'ovario è infero uniloculare formato da 2 carpelli. Lo stilo (il recettore del polline) è intero o biforcato con due stigmi nella parte apicale. Gli stigmi hanno una forma troncata; possono essere ricoperti da minute papille o avere dei penicilli sia apicali che dorsali. Le superfici stigmatiche sono separate.[7]

Frutti. I frutti sono degli acheni con pappo. Gli acheni sono piccoli a forma variabile da oblunga a obovoidale; la superficie, più o meno scabrosa, è ricoperta da corti peli doppi clavati; il pericarpo può essere percorso longitudinalmente da 2 fasci vascolari (o nervature). Il pappo, caduco, è formato da 10 - 20 setole capillari (piumose o barbate) libere (più o meno).

## Biologia
Impollinazione: l'impollinazione avviene tramite insetti (impollinazione entomogama tramite farfalle diurne e notturne).

Riproduzione: la fecondazione avviene fondamentalmente tramite l'impollinazione dei fiori (vedi sopra).

Dispersione: i semi (gli acheni) cadendo a terra sono successivamente dispersi soprattutto da insetti tipo formiche (disseminazione mirmecoria). In questo tipo di piante avviene anche un altro tipo di dispersione: zoocoria. Infatti gli uncini delle brattee dell'involucro (se presenti) si agganciano ai peli degli animali di passaggio disperdendo così anche su lunghe distanze i semi della pianta. Inoltre per merito del pappo il vento può trasportare i semi anche a distanza di alcuni chilometri (disseminazione anemocora).

## Distribuzione e habitat
Le specie di questo genere sono distribuite quasi unicamente nell'emisfero settentrionale (Nord America e Asia orientale). In Europa sono state introdotte e in parte naturalizzate.

## Tassonomia
La famiglia di appartenenza di questa voce (Asteraceae o Compositae, nomen conservandum) probabilmente originaria del Sud America, è la più numerosa del mondo vegetale, comprende oltre 23.000 specie distribuite su 1.535 generi, oppure 22.750 specie e 1.530 generi secondo altre fonti (una delle checklist più aggiornata elenca fino a 1.679 generi). La famiglia attualmente (2021) è divisa in 16 sottofamiglie; la sottofamiglia Asteroideae è una di queste e rappresenta l'evoluzione più recente di tutta la famiglia.

### Filogenesi
Il genere di questa voce è descritto nella tribù Gnaphalieae, una delle 21 tribù della sottofamiglia Asteroideae. Da un punto di vista filogenetico, la tribù Gnaphalieae fa parte del supergruppo (o sottofamiglia) "Asteroideae grade"; l'altro è il supergruppo "Non-Asteroideae" contenente il resto delle sottofamiglie delle Asteraceae. All'interno del supergruppo è vicina alle tribù Senecioneae, Calenduleae, Astereae e Anthemideae.
La sottotribù Gnaphaliinae è caratterizzata da portamenti di vario tipo con specie ginomonoiche e monoiche, da foglie con margini interi, da capolini disciformi omogami o eterogami e raramente radiati (o subradiati), dallo stilo con rami troncati e superfici stigmatiche separate apicalmente, da acheni glabri o con tricomi allungati e pappo ridotto.
Il genere della specie di questa voce appartiene al clade Hap, un gruppo informale della sottotribù Gnaphaliinae che occupa una posizione più o meno "basale" ed è "fratello" ai cladi Flag e Australasian. Le specie di questo clade sono caratterizzate dalla divisione dello stereoma sulle brattee involucrali (hanno la base libera) e differiscono dalle "gnaphalie s.s." per i pochi e piccoli capolini, con forme cilindriche e con poche serie di brattee involucrali. Il clade tuttavia rimane ancora largamente parafiletico.
Il genere Anaphalis comprendente 110 specie è il più grande genere asiatico-orientale della tribù Gnaphalieae e ha la sua più grande diversità di specie nell'Himalaya orientale. Le analisi del DNA di tipo filogenetico indicano che questo genere e il genere affine Helichrysum sono reciprocamente nidificati. All'interno del genere si riconoscono due cladi principali ciascuno costituito da due sottogruppi. Mentre la morfologia dei capolini e delle brattee dell'involucro vengono solitamente utilizzate per la delimitazione delle specie e la classificazione del genere, all'interno dei vari gruppi è essenziale la diversificazione della forma della base fogliare. Tutti i vari sottogruppi sono presenti nell'areale dell'Himalaya, mentre l'unica specie del Nord America sembra sia il risultato della dispersione a lunga distanza attraverso il ponte terrestre di Bering dall'Asia.
Il cladogramma seguente, tratto dallo studio citato e semplificato, mostra una possibile configurazione filogenetica del gruppo evidenziando il genere di questa voce.
|  | Galeomma oculus-cati     |
|  |                          |
|  | Helichrysum stoloniferum |
|  |                          |

|  | Pseudognaphalium                                                  |
|  |                                                                   |
|  | \| \| Anaphalis \| \| \| \| \| \| Helichrysum felinum \| \| \| \| |
|  |                                                                   |
|  | Anaphalis                                                         |
|  |                                                                   |
|  | Helichrysum felinum                                               |
|  |                                                                   |

|  | Anaphalis           |
|  |                     |
|  | Helichrysum felinum |
|  |                     |

|  | Pseudognaphalium                                                  |
|  |                                                                   |
|  | \| \| Anaphalis \| \| \| \| \| \| Helichrysum felinum \| \| \| \| |
|  |                                                                   |
|  | Anaphalis                                                         |
|  |                                                                   |
|  | Helichrysum felinum                                               |
|  |                                                                   |

|  | Anaphalis           |
|  |                     |
|  | Helichrysum felinum |
|  |                     |

|  | Galeomma oculus-cati     |
|  |                          |
|  | Helichrysum stoloniferum |
|  |                          |

|  | Pseudognaphalium                                                  |
|  |                                                                   |
|  | \| \| Anaphalis \| \| \| \| \| \| Helichrysum felinum \| \| \| \| |
|  |                                                                   |
|  | Anaphalis                                                         |
|  |                                                                   |
|  | Helichrysum felinum                                               |
|  |                                                                   |

|  | Anaphalis           |
|  |                     |
|  | Helichrysum felinum |
|  |                     |

|  | Pseudognaphalium                                                  |
|  |                                                                   |
|  | \| \| Anaphalis \| \| \| \| \| \| Helichrysum felinum \| \| \| \| |
|  |                                                                   |
|  | Anaphalis                                                         |
|  |                                                                   |
|  | Helichrysum felinum                                               |
|  |                                                                   |

|  | Anaphalis           |
|  |                     |
|  | Helichrysum felinum |
|  |                     |

I caratteri distintivi del genere  Anaphalis sono:
- le brattee dell'involucro sono bianche;
- il pappo è libero e a volte ciliato.

Il numero cromosomico delle specie di questo genere è: 2n = 14, 26, 28, 42 e 48.

### Sinonimi
Sono elencati alcuni sinonimi per questa entità:
- Margaritaria Opiz, 1852
- Nacrea  A.Nelson, 1899